# Pseudocopicucullia iranica
Pseudocopicucullia iranica là một loài bướm đêm trong họ Noctuidae.